# Leptogenys harmsi
Leptogenys harmsi is een mierensoort uit de onderfamilie van de Ponerinae. De wetenschappelijke naam van de soort is voor het eerst geldig gepubliceerd in 1935 door Donisthorpe.